# SpVgg Falkenstein
SpVgg Falkenstein was een Duitse voetbalclub uit Falkenstein, Saksen. De club speelde voor 1934 op het hoogste niveau.

## Geschiedenis
Op 30 mei 1906 werd FC Falkenstein opgericht. De club sloot zich aan bij de Midden-Duitse voetbalbond en speelde vanaf 1912 in de Göltzschtalse competitie. De club eindigde samen met twee andere clubs eerste en er kwamen testwedstrijden voor de titel. Falkenstein won en werd kampioen, maar was wel te laat voor de Midden-Duitse eindronde, die enkele weken eerder van start ging. In 1914 was het stadsrivaal Falkensteiner BC dat kampioen werd. Zij plaatsten zich wel voor de eindronde en kregen daar een 9-0 draai om de oren van VfB Leipzig. 
Tijdens de Eerste Wereldoorlog werd de competitie gestaakt. In 1919 fuseerden beide clubs tot SpVgg 06 Falkenstein. Na de oorlog werd de competitie samen met twee andere competities verenigd in de nieuwe Kreisliga Westsachsen en was daar een middenmoter. Na 1923 werd de Kreisliga ontbonden en werden de vooroorlogse competities in ere hersteld en de club ging in de Gauliga Göltzschtal spelen.
De club werd kampioen in 1924 en plaatste zich zo voor de Midden-Duitse eindronde, waarin de club meteen verloor van SuBC Plauen. Het volgende seizoen nam de club weerwraak op Plauen en versloeg de club in de eindronde, maar kreeg dan een 16:0 veeg uit de pan van VfB Leipzig. Hoewel de club in 1926 geen kampioen werd plaatsten ze zich toch voor de eindronde en versloeg 1.FC Vogtländiscer FC Plauen en VfB 1907 Glauchau met zware cijfers en verloor dan nipt in de kwartfinale van FC Preußen Chemnitz. In 1926/27 won de club van 1. SV Jena 03 en werd in de tweede ronde gewipt door FC Wacker 1910 Gera. In 1927/28 werd FC Preußen 1909 Biehla met de grond gelijk gemaakt (11:1), maar in de tweede ronde verloor de club zelf met 5:2 van SuBC Plauen. In 1928/29 werd Falkenstein meteen door Wacker Halle uitgeschakeld. Het volgende seizoen versloeg de club FC Viktoria 1913 Lauter en werd dan door SpVgg Borussia 02 Halle verslaan.
Na dit seizoen werd de competitie van Göltzschtal onder gebracht als aparte groep in de competitie van Vogtland. De winnaars van beide groepen bekampten elkaar voor een eindrondeticket. SpVgg werd geen kampioen in 1931 en moest SV 1912 Grünbach voor laten gaan. Het volgende seizoen werd de club wel groepswinnaar, maar verloor met zware cijfers in de finale van VFC Plauen. Beide groepen werden in 1933 samen gevoegd en deze keer werd de club weer kampioen. In de 1932/33 eindronde verloor de club met 0:7 van PSV 1921 Chemnitz. Hierna werd de competitie geherstructureerd onder impuls van het Derde Rijk. De ontelbare competities van de Midden-Duitse bond werden afgeschaft en vervangen door twee Gauliga's. Als kampioen van Vogtland was de club geplaatst voor de nieuwe Gauliga Sachsen. De grote competitie met daarin de sterkste clubs van Saksen was een maat te groot voor de club en met slechts vijf punten werd SpVgg afgetekend laatste. De club slaagde er niet meer in om terug te keren naar de hoogste klasse.
Na de Tweede Wereldoorlog werden alle Duitse clubs ontbonden. De club werd als SG Falkenstein heropgericht en veranderde later de naam in BSG Fortschritt Falkenstein en in Motor Falkenstein. De club speelde geen noemenswaardige rol meer, de hoogste klasse waarin gespeeld werd in het DDR-voetbal was de Bezirksliga, de derde klasse.
Na de Duitse hereniging werd de naam in 1990 gewijzigd in TuS Falkenstein. In 1991 trok de voetbalafdeling zich terug uit de club en richtte SpVgg Falkenstein opnieuw op. Sindsdien speelt de club enkel op laag regionaal niveau. In 2002 fuseerde de club met Grünbach tot SpVgg Grünbach-Falkenstein.

## Erelijst
Kampioen Göltzschtal
1913 (FFC), 1914 (FBC), 1924, 1925, 1927, 1928, 1929, 1930, 1932
Kampioen Vogtland
1933